# Nikola Tomašić
Nikola Tomašić  (Miklós Tomassich ou Tomasics en hongrois ; 1864–1918) est un homme politique austro-hongrois (croate). Il fut brièvement ministre sans portefeuille des Affaires Croates (27 juin 1903–3 novembre 1903) et Ban du royaume de Croatie-Slavonie (1910 à 1912). 

## Source
- Magyar Életrajzi Lexikon